# Темпл-корт-билдинг (с пристройкой)
Темпл-корт-билдинг (с пристройкой) (англ. Temple Court Building and Annex) 9-этажное здание (10-этажное с башнями) на Бикман-стрит, 5 (угол улицы Нассау), г. Нью-Йорк. Вновь открылось в августе 2016 года под названием отель Бикман (англ. Beekman Hotel) после масштабной реконструкции.
Здание изначально проектировалось как офисное. Оно было построено из красного кирпича и терракоты в стилях «Королева Анна», неогреческий и неоренессанс. Строительство началось в 1881 году и было завершено в 1883 году, пристройка (англ. Annex) сооружена в 1889—1890 годах. Заказчиком строительства и первым владельцем был ирландский иммигрант Юджин Келли (1808—1894), который разбогател на торговле галантереей и банковском бизнесе. В качестве проектировщиков было выбрано архитектурное бюро Бенджамина Силлимана-младшего и Джеймса М. Фарнсуорта.

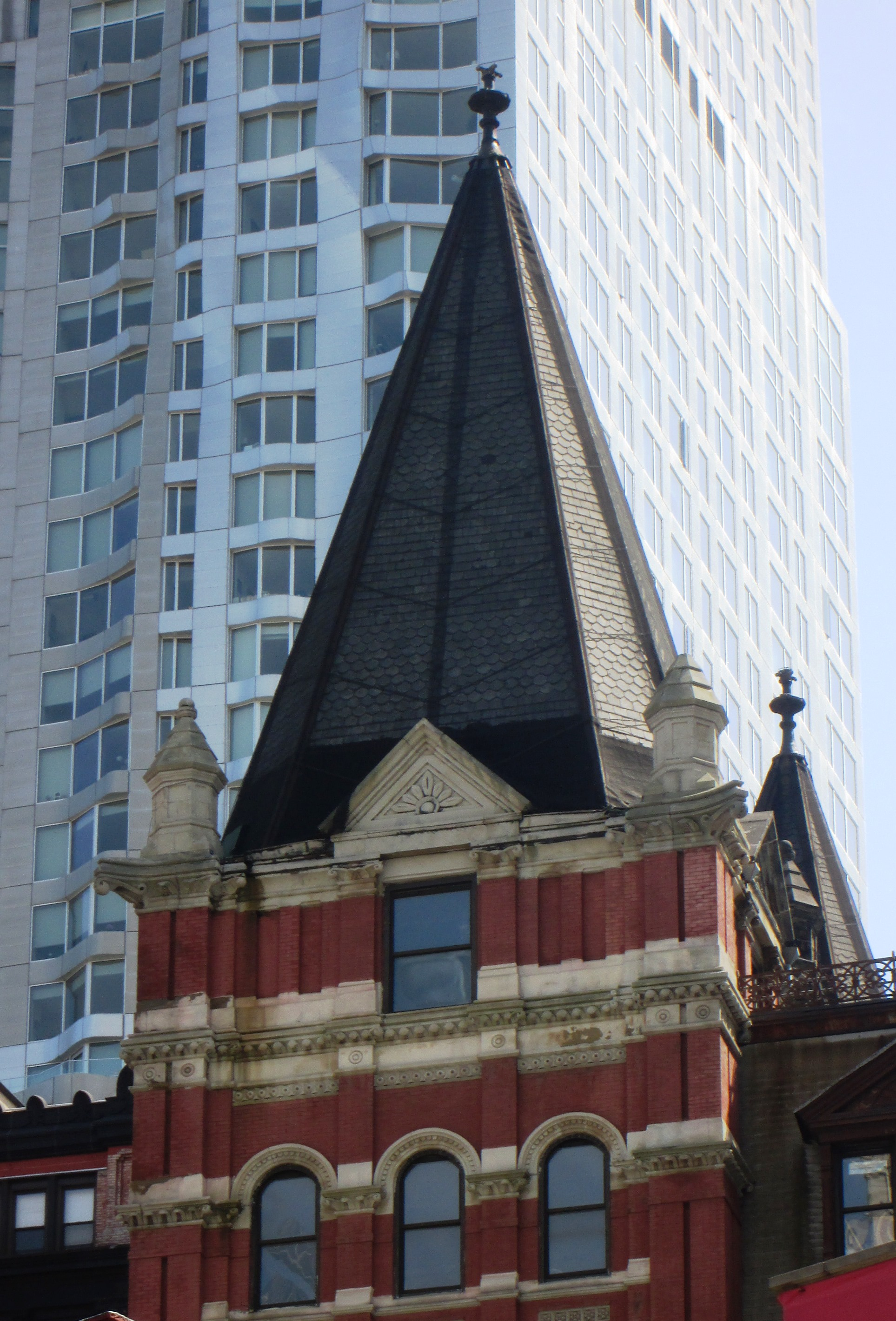
Одна из пирамидальных башен здания

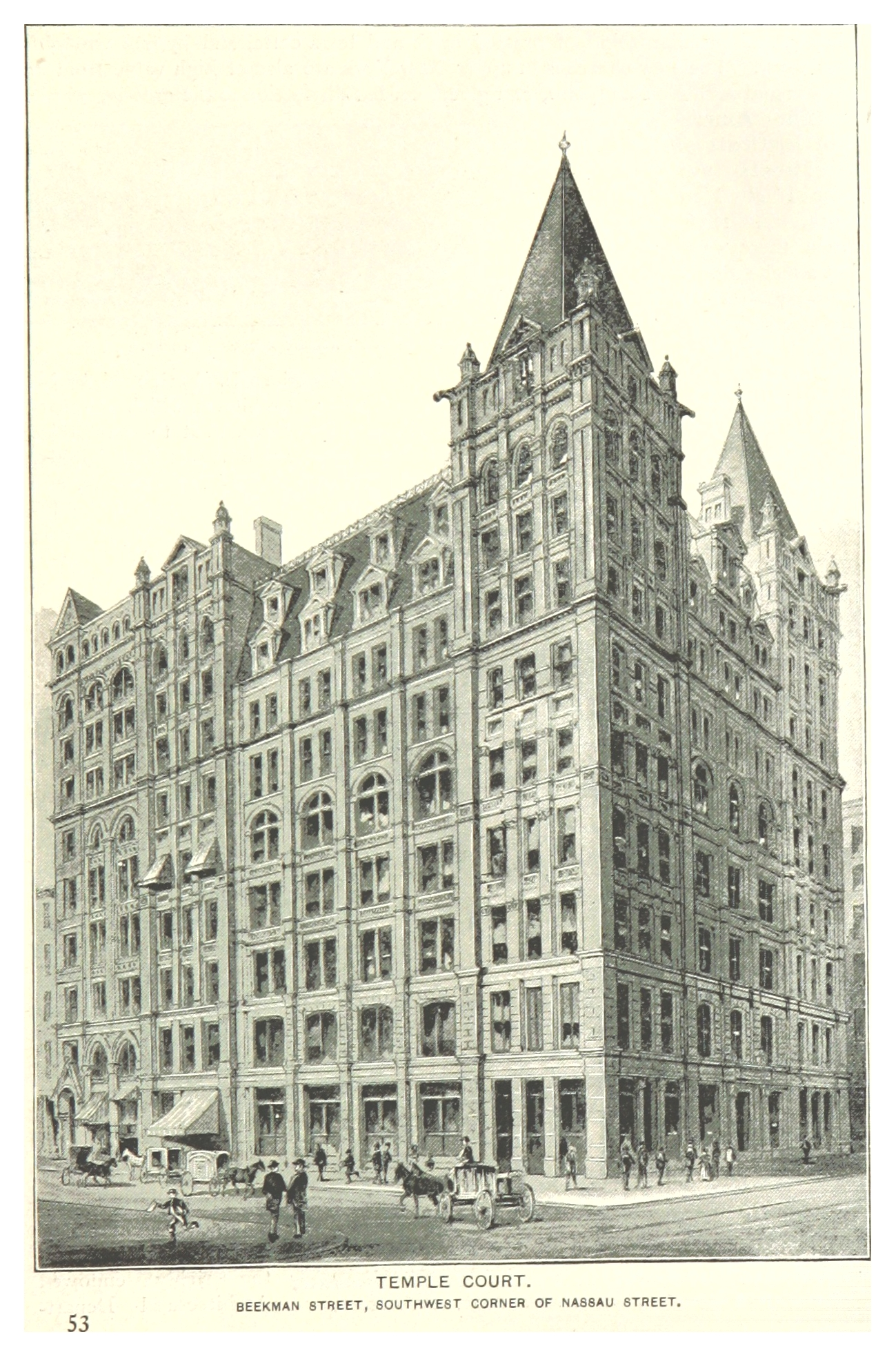
Здание в 1893 году

Наиболее примечательная особенность здания — атриум, поднимающийся через все девять этажей и увенчанный большим пирамидальным световым люком. В 1940-х годах по соображениям пожарной безопасности на каждом этаже были возведены стены для ограждения внутреннего двора, что скрыло атриум, перила и мансардное окно от посторонних глаз. Позднее эти стены были удалены, открывая вид на мансардное окно и атриум с его тщательно продуманными коваными перилами.
Считается, что Темпл-корт-билдинг был якобы «смоделирован по образцу здания с таким же названием в Лондоне», входившего в состав Судебных иннов. В качестве арендаторов офисов планировалось привлечь адвокатов, однако в статье, датируемой 1942 годом, написано, что к тому времени адвокаты съехали из-за ухудшения обстановки в окружающем районе.
Пристройка, сооруженная в 1889—1890 годами на улице Нассау, д. 119—121, была спроектирована Джеймсом М. Фарнсуортом, который к тому моменту перестал быть партнером Силлимана и создал свое бюро. Фасад пристройки выполнен из известняка в неороманском стиле.
2 апреля 1893 года между 6:30 и 7:30 в офисе 725, где работали машинистки, начался пожар. В здании никого не было, кроме уборщика и его жены, которые жили на десятом этаже пристройки и смогли спастись. Несмотря на то, что не было никаких жертв, четырем верхним этажам пристройки был нанесен большой ущерб. Внутренние перегородки из сосны сгорели, но структура выдержала.
10 ноября 1998 года Темпл-корт-билдинг получил статус городской достопримечательности Нью-Йорка (англ. New York City landmark).
Последним арендатором здания был архитектор Джозеф Пелл Ломбарди, который переехал в 2001 году, полностью освободив здание. В 2008 году девелоперы Джозеф Четрит и Чарльз Дайян приобрели здание за 61 миллион долларов, планируя превратить его в отель на 200 номеров. В 2012 году, после конфликта между Четритом и Дайяном, здание было продана GFI Capital Resources. В августе 2016 года здание вновь открылось под названием Beekman и разделено на квартиры-кондоминиумы и гостиничные номера.